# Ines Uusmann
Ines Junéa Uusmann (ur. 30 października 1948 w Rolfstorp) – szwedzka polityk i związkowiec, działaczka Szwedzkiej Socjaldemokratycznej Partii Robotniczej, posłanka do Riksdagu, w latach 1994–1998 minister.

## Życiorys
Z zawodu urzędnik pocztowy. Była działaczką związkową, pełniła funkcję rzecznika prasowego organizacji pracowniczej Statsanställdas Förbund. Dołączyła do Szwedzkiej Socjaldemokratycznej Partii Robotniczej. Od 1985 była radną gminy Täby. W 1991 i 1994 uzyskiwała mandat deputowanej do Riksdagu. W latach 1994–1998 zajmowała stanowisko ministra transportu i komunikacji w rządach Ingvara Carlssona i Görana Perssona. W latach 1999–2008 pełniła funkcję dyrektora generalnego Boverket, szwedzkiej agencji mieszkaniowej. W 1999 została członkinią zarządu organizacji konsumenckiej OK Ekonomisk förening, którą następnie kierowała w latach 2003–2017.
Żona polityka Jana Anderssona.